# Flosmaris phellioides
Flosmaris phellioides is een zeeanemonensoort uit de familie Isophelliidae.
Flosmaris phellioides is voor het eerst wetenschappelijk beschreven door Stephenson in 1920.